# Ogawa (Saitama)
Ogawa (jap. 小川町, -machi) ist eine Stadt auf der japanischen Hauptinsel Honshū im Landkreis Hiki in der Präfektur Saitama.

## Geografie
Ogawa liegt westlich von Ranzan und Higashimatsuyama, und südlich von Fukaya.

## Verkehr
- Straße:
  - Kanetsu-Autobahn, nach Tokio oder Niigata
  - Nationalstraße 254, nach Tokio
- Zug:
  - Hachikō-Linie
  - Tōbu Tōjō-Hauptlinie nach Ikebukuro oder Yorii

## Angrenzende Städte und Gemeinden
- Ranzan
- Tokigawa
- Higashichichibu
- Yorii